# Tadami
Tadami (jap. 只見町 Tadami-machi) – miasto w Japonii, na wyspie Honsiu, w prefekturze Fukushima. Według danych na rok 2020 miejscowość zamieszkiwało 4 044 mieszkańców , a gęstość zaludnienia wyniosła 5,4 os./km².